# Grantsville (Utah)
Grantsville ist eine Stadt im Tooele County des US-Bundesstaates Utah. Die Stadt ist Teil des Großraums Salt Lake City. Das U.S. Census Bureau hat bei der Volkszählung 2020 eine Einwohnerzahl von 12.617 ermittelt.

## Geschichte
Das Gebiet von Grantsville wurde ursprünglich vom Stamm der Goshute besiedelt. Grantsville hieß ursprünglich „Willow Creek“ und wurde auch „Twenty Wells“ (Zwanzig Brunnen) genannt, was auf die natürlichen Quellen zurückzuführen ist, die das Gebiet mit Frischwasser versorgen. Grantsville wurde 1850 von mormonischen Pionieren besiedelt. Der heutige Name nach George D. Grant, einem Mormonenführer, wurde um 1853 angenommen. Ein Postamt mit dem Namen Grantsville gibt es seit 1864.
Die Stadt ist während der meisten Zeit ihres Bestehens langsam und stetig gewachsen, aber in den 1970er und 1990er Jahren kam es zu einem raschen Anstieg des Wachstums. Das rasante Wachstum der letzten Zeit ist auf das nahegelegene Freizeitzentrum Deseret Peak, die Rennstrecke Utah Motorsports Campus und das neu errichtete Wal-Mart Distribution Center vor den Toren der Stadt zurückzuführen.

## Demografie
Nach der Volkszählung von 2020 leben in Grantsville 12.617 Menschen. Die Bevölkerung teilt sich 2019 auf in 92,8 % Weiße, 0,5 % Afroamerikaner, 0,6 % indianischer Abstammung, 1,8 % Asiaten, 1,4 % Ozeanier und 2,4 % mit zwei oder mehr Ethnizitäten. Hispanics machten 6,3 % der Bevölkerung von Grantsville aus. Das mittlere Haushaltseinkommen lag 2019 bei 72.378 US-Dollar und die Armutsquote bei 5,3 %.